# 屈尔宗
屈尔宗（法語：Curzon，法語發音：[kyʁzɔ̃]）是法国卢瓦尔河地区大区旺代省的一个市镇，位于该省南部，属于莱萨布勒多洛讷区。

## 地理
屈尔宗（46°26'51"N, 1°18'34"W）面积5.93 平方千米，位于法国卢瓦尔河地区大区旺代省，该省份为法国西部沿海省份，北起大西洋卢瓦尔省和曼恩-卢瓦尔省，西临大西洋，南至滨海夏朗德省，东部及东南部与德塞夫勒省接壤。
与屈尔宗接壤的市镇（或旧市镇、城区）包括：拉布勒托尼耶尔-拉克莱、莱鲁、滨海圣伯努瓦、塔尔蒙代地区圣西。

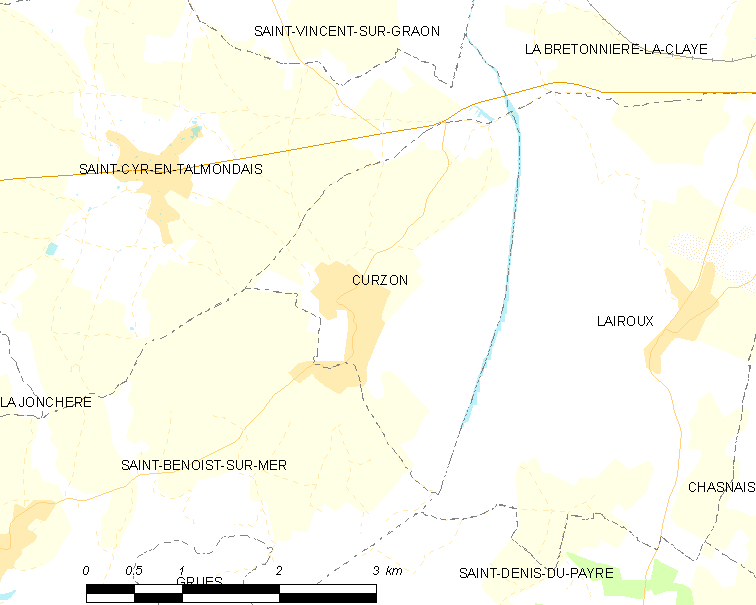
屈尔宗的OSM定位图

屈尔宗的时区为UTC+01:00、UTC+02:00（夏令时）。

## 行政
屈尔宗的邮政编码为85540，INSEE市镇编码为85077。

## 政治
屈尔宗所属的省级选区为莱河畔马勒伊-迪赛县。

## 人口

1962-2008年间屈尔宗人口变化图示

屈尔宗于2022年1月1日时的人口数量为492人。